# Baibang
Baibang (kinesiska: 摆榜, 摆榜乡) är en socken i Kina. Den ligger i provinsen Guizhou, i den sydvästra delen av landet, omkring 76 kilometer sydost om provinshuvudstaden Guiyang. Antalet invånare är 7383. Befolkningen består av 3 624 kvinnor och 3 759 män. Barn under 15 år utgör 31 %, vuxna 15-64 år 58 %, och äldre över 65 år 10,0 %.